# Казимир Тишкевич
Казимир Тишкевич (бл. 1598 — 3 жовтня 1652) — шляхтич Великого князівства Литовського, підстолій великий литовський у 1633–1638 рр., стольник великий литовський у 1638-1642 рр., крайчий великий литовський у 1642-1644 рр., підчаший великий литовський з 1644 р., до 1652 р. староста чечерський та дудський, граф на Логойську та Бердичеві.

## Особисте життя
Був представником логойської лінії роду Тишкевичів гербу «Леліва». Його батько — Петро Тишкевич, воєвода мінський. Його матір — княжна Регіна Головчинська, донька мінського каштеляна князя Щесного Головчинського та Гальшки (Єлизавети) з Ходкевичів.
Не одружився і не залишив спадкоємців по собі.